# Kievskaja-Kol'cevaja
Kievskaja (in russo Киевская?) è una stazione della Linea Kol'cevaja, la linea circolare della Metropolitana di Mosca. Prende il nome dalla vicina stazione ferroviaria Kievskij.
Il design della stazione fu scelto tramite una competizione aperta, tenuta in Ucraina: il concorso fu vinto dalla squadra di E. I. Katonin, V. K. Skugarev e G. E. Golubev, che si posizionò prima su 73. Kievskaja mostra bassi piloni squadrati ricoperti di marmo bianco e sormontati da grandi mosaici di A. V. Myzin che celebrano l'unità russo-ucraina. Sia i mosaici che gli archi tra i piloni sono rifiniti con un motivo dorato. Alla fine della banchina vi è un ritratto di Lenin.
L'ingresso della stazione, in comune con le altre due stazioni Kievskaja, è costruito all'interno della stazione ferroviaria. Con il completamento della tratta tra Belorusskaja e Park Kul'tury nel 1954, la linea Kol'cevaja divenne pienamente operativa, con treni che effettuarono tutto il percorso lungo l'anello per la prima volta.

## Interscambi
Da questa stazione, i passeggeri possono effettuare il trasbordo alle stazioni Kievskaja sulla Linea Arbatsko-Pokrovskaja e Kievskaja sulla Linea Filëvskaja.

## Immagini della stazione

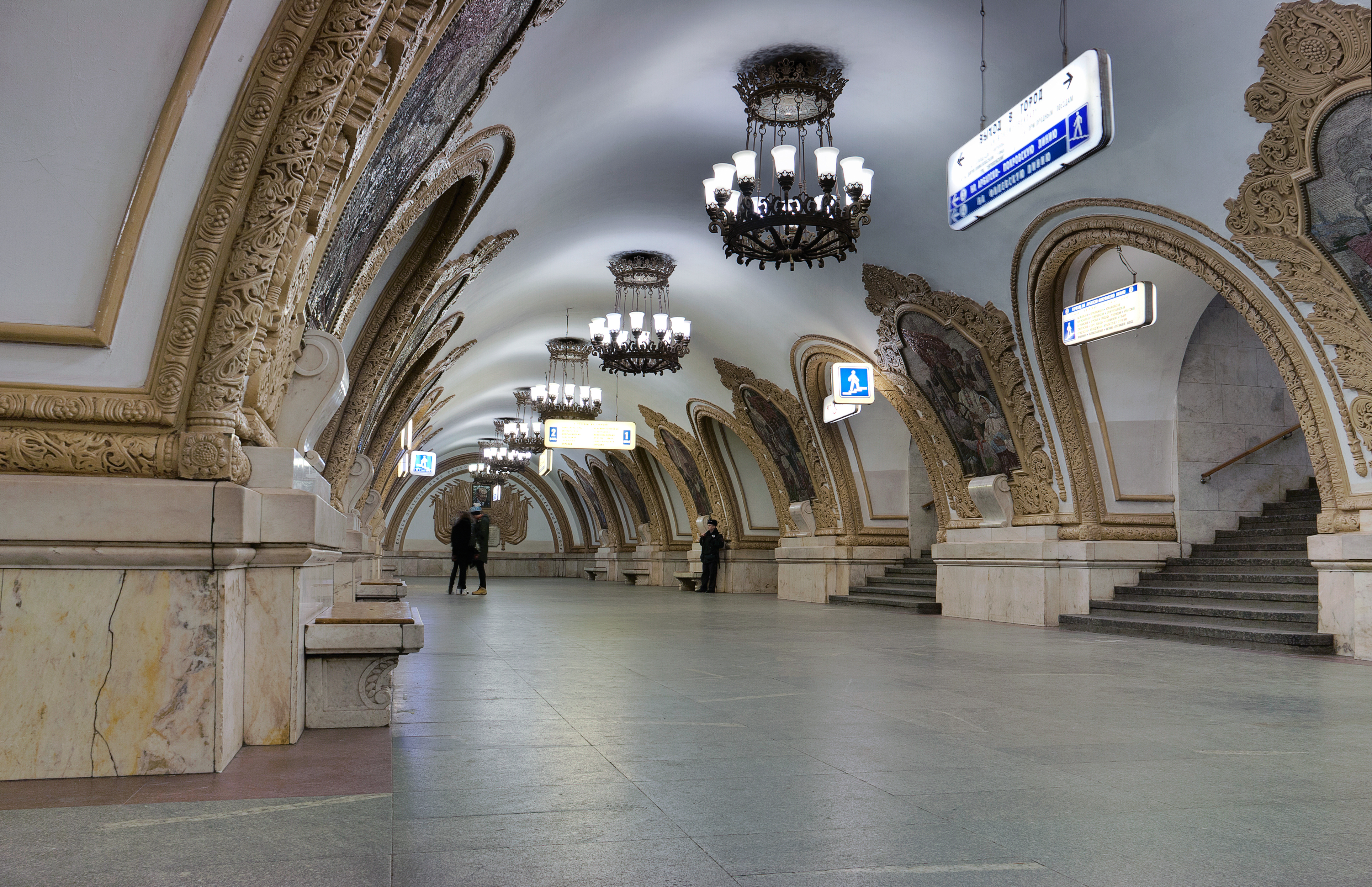
Stazione Kievskaja.